# Villa Rübsamen

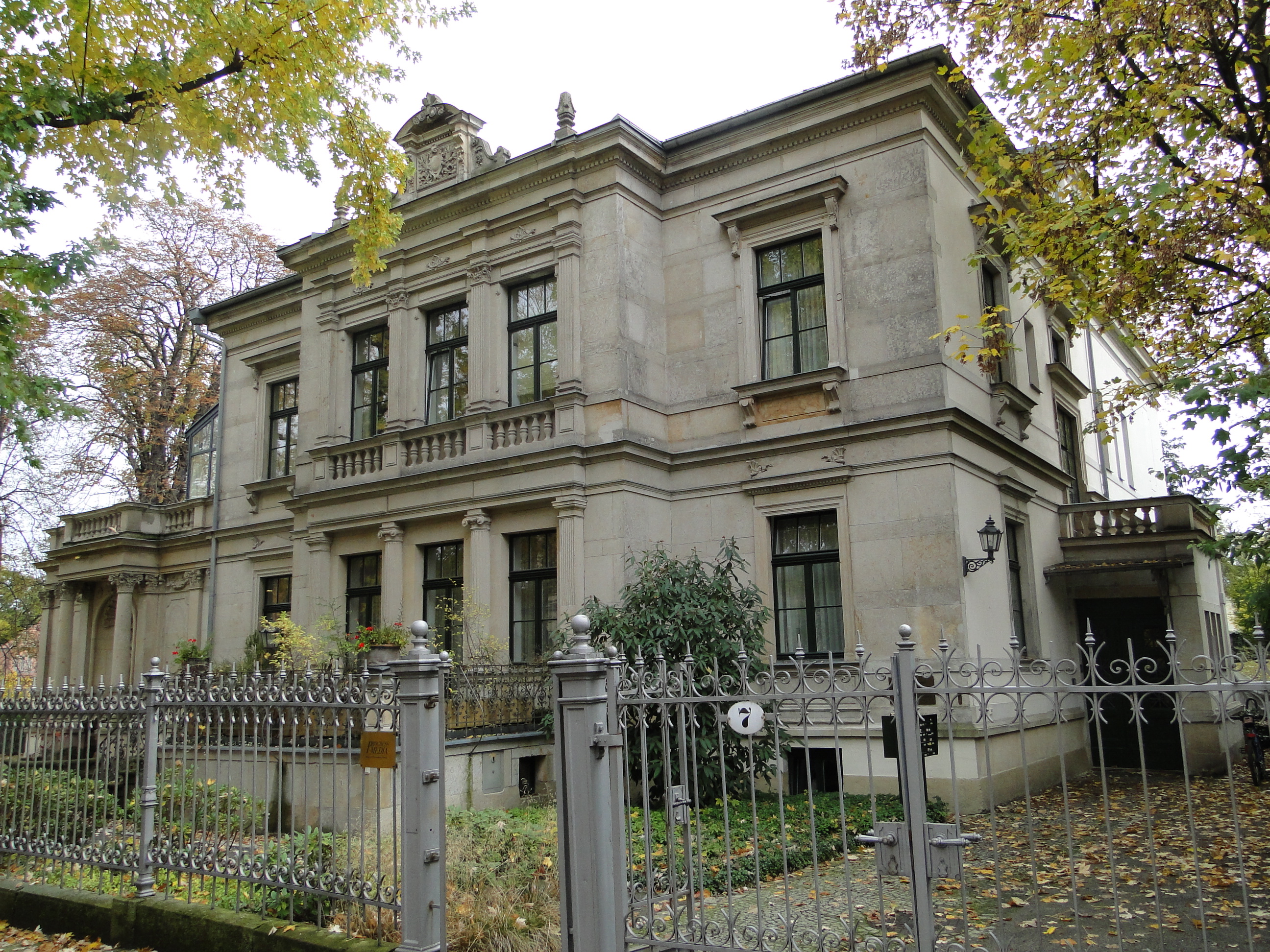
Die Villa Rübsamen

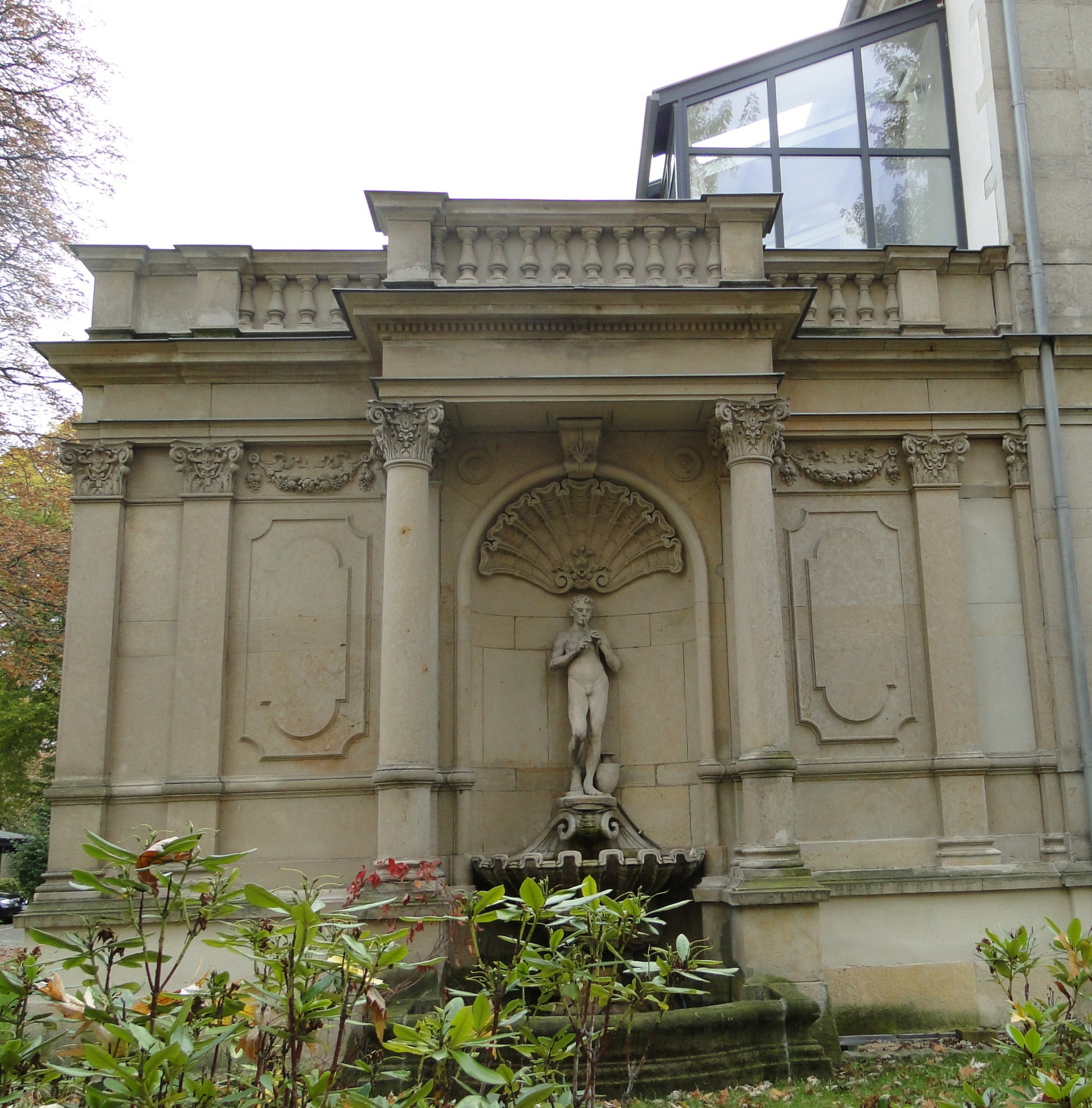
Anbau der Villa Rübsamen mit Wandbrunnen

Die Villa Rübsamen ist ein denkmalgeschütztes Gebäude auf der Liebigstraße 7 im Dresdner Stadtteil Südvorstadt.

## Geschichte
Die Villa Rübsamen wurde um 1875 im zur damaligen Zeit noblen Schweizer Viertel errichtet. Der Bau der späten Dresdner Semper-Nicolai-Schule, der 1880 erweitert wurde, befand sich um 1900 im Besitz des Hofjuweliers und Kaiserlich-Türkischen Konsuls Fritz Chrambach und ging später an dessen Sohn, den Regierungsrat Walter Chrambach, über.
Ihren Namen erhielt die Villa nach Wilhelm und Ursula Rübsamen. Wilhelm Rübsamen eröffnete in den 1930er-Jahren in dem Haus eine Frauenklinik und Entbindungsanstalt und ließ das nach der Bombardierung Dresdens ausgebrannte Haus wiederherstellen. Von 1959 bis 1987 wurde die Klinik von seiner Tochter Ursula Rübsamen weitergeführt. An sie erinnert eine kleine Tafel am Gebäude. Heute wird das Haus unter anderem durch einen Verlag genutzt.

## Baubeschreibung
Die Villa Rübsamen besteht aus einem zweigeschossigen Hauptgebäude, das um 1875 errichtet wurde, und einem eingeschossigen Anbau aus dem Jahr 1880. Die Fassade ist mit Sandstein verblendet und zeigt Elemente der Neorenaissance und des Neobarock. 
Das Hauptgebäude wird durch einen Mittelrisalit mit drei Fensterachsen gegliedert. In beiden Geschossen werden die Fenster von ionischen Dreiviertelsäulen und Pilastern flankiert. Das Gebäude schließt über dem Dachgesims mit einem giebelähnlichen Segmentbogen ab, in dem sich eine ungefüllte Kartusche befindet.
Am Anbau befindet sich in einer Nische zwischen zwei freistehenden Säulen ein mit barocken Elementen verzierter Wandbrunnen mit einem Flöte spielenden Faun, der auf einer Muschel steht. Aus ihr fließt das Wasser in ein darunter befindliches Becken. Das Dach des Anbaus ist von der Villa aus begehbar und wird als Söller genutzt.